# Campeonato Asiático de Taekwondo de 2010
El XIX Campeonato Asiático de Taekwondo se celebró en Astaná (Kazajistán) en 2010 bajo la organización de la Unión Asiática de Taekwondo.
En total se disputaron en este deporte dieciséis pruebas diferentes, ocho masculinas y ocho femeninas.

## Resultados

### Masculino
| Evento | Oro                           | Plata                        | Bronce                                                        |
| ------ | ----------------------------- | ---------------------------- | ------------------------------------------------------------- |
| –54 kg | Chutchawal Khawlaor Tailandia | Japoy Lizardo Filipinas      | Sobir Nazaraliev · Uzbekistán · Nariman Shakirov · Kazajistán |
| –58 kg | Pen-Ek Karaket Tailandia      | Wei Chen-Yang China Taipéi   | Xu Yongzeng China Pheruz Sattarov Uzbekistán                  |
| –63 kg | Ham Kyu-Hwan Corea del Sur    | Chu Yuan-Chih China Taipéi   | Reza Naderian Irán Zainobiddin Nazaraliev Uzbekistán          |
| –68 kg | Mohamad Bagheri Motamed Irán  | Jang Se-Wook Corea del Sur   | Lê Huỳnh Châu Vietnam Mohamad Abulibdeh Jordania              |
| –74 kg | Farzad Abdollahi Irán         | Kim Bae-Hoon Corea del Sur   | Li Lai China Dmitri Kim Uzbekistán                            |
| –80 kg | Masud Hayi-Zavareh Irán       | Alisher Gulov Tayikistán     | Marlon Avenido · Filipinas · Sultan Kassymov · Kazajistán     |
| –87 kg | Jung Yong-Han Corea del Sur   | Yusef Karami Irán            | Yin Zhimeng China Yazan Al-Sadek Jordania                     |
| +87 kg | Hosein Tayik Irán             | Arman Shilmanov · Kazajistán | Abdulkader Al-Adhami Catar Kim Jung-Soo Corea del Sur         |

### Femenino
| Evento | Oro                            | Plata                          | Bronce                                                        |
| ------ | ------------------------------ | ------------------------------ | ------------------------------------------------------------- |
| –46 kg | Jeon Seo-Yeon Corea del Sur    | Yu Hu-Chia China Taipéi        | Dana Haider Turan · Jordania · Aizhan Alizhanova · Kazajistán |
| –49 kg | Wu Jingyu China                | Erika Kasahara Japón           | Yang Shu-Chun China Taipéi Chanatip Sonkham Tailandia         |
| –53 kg | Lei Jie China                  | Samaneh Sheshpari Irán         | Lee Su-Ji Corea del Sur Shahd Tarman Jordania                 |
| –57 kg | Tseng Pei-Hua China Taipéi     | Hou Yuzhuo China               | Jung Jin-Hee Corea del Sur Susan Hayipur Irán                 |
| –62 kg | Kim Mi-Kyung Corea del Sur     | Chonnapas Premwaew Tailandia   | Nghiêm Thị Huyền Vietnam Lia Karina Mansur Indonesia          |
| –67 kg | Woo Seu-Mi Corea del Sur       | Dilobar Saydullaeva Uzbekistán | Parisa Farshidi Irán Chuang Chia-Chia China Taipéi            |
| –73 kg | Feruza Yergeshova · Kazajistán | Han Yingying China             | Rapatkorn Prasopsuk Tailandia                                 |
| +73 kg | Oh Hye-Ri Corea del Sur        | Yevguenia Karimova Uzbekistán  | Wang Junnan Macao Eka Sahara Indonesia                        |

## Medallero
| Núm. | País          | Oro | Plata | Bronce | Total |
| ---- | ------------- | --- | ----- | ------ | ----- |
| 1    | Corea del Sur | 6   | 2     | 3      | 11    |
| 2    | Irán          | 4   | 2     | 3      | 9     |
| 3    | China         | 2   | 2     | 3      | 7     |
| 4    | Tailandia     | 2   | 1     | 2      | 5     |
| 5    | China Taipéi  | 1   | 3     | 2      | 6     |
| 6    | Kazajistán    | 1   | 1     | 3      | 5     |
| 7    | Uzbekistán    | 0   | 2     | 4      | 6     |
| 8    | Filipinas     | 0   | 1     | 1      | 2     |
| 9    | Japón         | 0   | 1     | 0      | 1     |
| 9    | Tayikistán    | 0   | 1     | 0      | 1     |
| 11   | Jordania      | 0   | 0     | 4      | 4     |
| 12   | Indonesia     | 0   | 0     | 2      | 2     |
| 12   | Vietnam       | 0   | 0     | 2      | 2     |
| 14   | Catar         | 0   | 0     | 1      | 1     |
| 14   | Macao         | 0   | 0     | 1      | 1     |
|      | TOTAL         | 16  | 16    | 31     | 63    |